# Junius Spencer Morgan
Junius Spencer Morgan (Holyoke, Massachusetts; 14 de abril de 1813 - Mónaco; 8 de abril de 1890) fue un empresario y banquero estadounidense. Fundador de J. S. Morgan & Co.

## Biografía
Junius S. Morgan nació el 14 de abril de 1813 en Holyoke, Massachusetts. 
El nombre Morgan se remonta a Carmarthen, Gales, y el primer nombre de la familia Morgan es Hyfaidd ap Bleddri, tercer hijo de Bledri. 
Miles Morgan, antepasado de la familia Morgan, emigró de Bristol, Inglaterra, a Boston, Estados Unidos, en 1636.
En 1836, Junius Morgan se casó con Julieta Pierpont (1816-1884). 
Murió el 8 de abril de 1890 a los 76 años, en Mónaco, por las heridas sufridas en un accidente de auto. A su muerte, dejó una fortuna estimada en alrededor de $ 10 millones de dólares a su hijo, John Pierpont Morgan.

## Trayectoria
Morgan comenzó su carrera empresarial en 1829 ingresando al servicio de Alfred Welles en Boston. Había heredado la riqueza de su padre, Joseph Morgan, y mostró gran habilidad para los negocios. Pronto fue invitado a convertirse en un socio en la casa de JM Beebe & Co., una de las mayores tiendas minoristas de Boston y uno de los mayores importadores de productos secos y casas de ejecución de obra en el país. Después de algunos años, conoció a George Peabody, el conocido banquero de Londres. Poco después de la reunión, en 1854, Morgan entró en la próspera empresa de Peabody, George Peabody & Co. como socio. Diez años más tarde, en 1864, Morgan llegaría a ser dueño de Peabody y cambió su nombre a J.S. Morgan & Co. Durante la Guerra de Secesión de los Estados Unidos, la firma fue nombrada representante financiera en Inglaterra del gobierno estadounidense.
Murió el 18 de abril de 1890. A su muerte se estima que su fortuna era de $12,400,000 (equivalente a $420 000 000 de hoy).